# Природно-заповідний фонд Луганської області
Приро́дно-запові́дний фонд Луга́нської о́бласті становить 138 територій, які розташовані на площі понад 72 тис. га. Він представлений заповідними територіями різних категорій, що створені для охорони рідкісних і типових, унікальних та мальовничих територій та ландшафтів, популяцій рослин і тварин, водних джерел. На цих землях встановлений обмежений режим природокористування, заборонено втручання, яке може призвести до руйнації природних комплексів та їхніх компонентів.

## СтруктураПЗФЛуганщини
Станом на 2014 рік до складу природно-заповідного фонду Луганської області входять (Сова та ін., 2008):
- 1 національний природний парк,
- 1 природний заповідник,
- 1 регіональний ландшафтний парк,
- 45 заказників,
- 18 заповідних урочищ,
- 61 пам'ятка природи,
- 7 парків-пам'яток садово-паркового мистецтва.

Кількість об'єктів і територій ПЗФ за останнє десятиліття зросла на 40 %, а їхня площа — майже у 5 разів.
Для порівняння: ПЗФ області за даними до 2000 року становив 101 об'єкт загальною площею 14,2 тис. га, в тому числі:
1 природний заповідник (Луганський Державний заповідник),
25 заказників,
15 заповідних урочищ,
52 пам'ятки природи,
8 парків-пам'яток садово-паркового мистецтва.

## Ландшафтний склад
Степи — 29 %,

умовно-природні ліси — 10 %,

штучні ліси — 18 %,

водойми — 1 %,

орні землі — 40 %,

населені пункти — 2 %.

## НайдавнішіПЗТЛуганщини
ПЗФ Луганщини має дуже недавню історію, яка починається із заснування 1931 року бабакового заказника «Стрільцівський степ».
- 1931 — Стрільцівський степ (з 1947 р. заказник республіканського значення; нині як відділення Луганського природного заповідника)
- 1974 — Ботанічний заказник «Юницький» (оголошений Постановою Ради Міністрів УРСР № 500 від 28 жовтня 1974 р.)
- 1968 — Станично-Луганський заповідник (Придінцівська заплава) (нині як відділення Луганського ПЗ)
- 1969 — пік створення об'єктів ПЗФ (Рішення виконкому Луганської обласної Ради народних депутатів № 72 від 4.02.1969).
- 1975 — Постанова Кабінету Міністрів УРСР про створення і включення до складу Луганського заповідника відділення «Провальський степ».

## Території та об'єктиПЗФзагальнодержавного значення
Національні природні парки
- Кремінські ліси

Природні заповідники
- Луганський природний заповідник НАН України; включає 4 відділення:
  - Стрільцівський степ
  - Провальський степ
  - Придінцівська заплава (або Станично-Луганський заповідник)
  - Трьохізбенський степ

Заказники
- Юницький (або «імені Юницького») — ботанічний заказник
- Церковний ліс — лісовий заказник

Пам'ятки природи
- Конгресів яр,
- Айдарська тераса

Парки-пам'ятки садово-паркового мистецтва
- Гостра могила (Луганськ)
- Парк «Дружба»

## Території та об'єктиПЗФмісцевого значення

### Антрацитівський район
Парк «Дружба» — парк-пам'ятка садово-паркового мистецтва

Парк «імені Перемоги» — парк-пам'ятка садово-паркового мистецтва

Боково-Платове — заказник ландшафтний

Вишневий — ландшафтний заказник

Степові розлоги — ландшафтний заказник

Чеховська криниця — пам'ятка природи гідрологічна

Ставок міста Антрацит — заказник ландшафтний

Дерезувате — заповідне урочище

Нагольчанський — заказник ботанічний

Кошарський — заказник ботанічний

### Біловодський район
Водяна криниця — пам'ятка природи гідрологічна

Ясенева захисна лісосмуга — пам'ятка природи ботанічна

Новолимаревський — заказник загальнозоологічний

Кононівський — заказник загальнозоологічний

Стінки Лескові — заказник ботанічний

Євсуг-Степове — заказник загальнозоологічний

Двохсотрічні дуби — пам'ятка природи ботанічна

Воронець — пам'ятка природи ботанічна

Свинарська балка — пам'ятка природи комплексна

Біловодський — регіональний ландшафтний парк

### Білокуракинський район
Велика долина — ботанічна пам'ятка природи

Кисилівські оголення — геологічна пам'ятка природи

Лісова перлина — загальнозоологічний заказник

Олександропільська — ботанічна пам'ятка природи

Роздольнянські пруди — ентомологічний заказник

Самсонівська заводь — ландшафтний заказник

### м.Красний Луч
Княгинівський — ландшафтний заказник

Міусинське узгір'я — ландшафтний заказник

Міусинський — ландшафтний заказник

### Краснодонський район
Краснянське водосховище — ландшафтний заказник

Красна — ботанічна пам'ятка природи

Кружілівский — ландшафтний заказник

### Кремінський район
Кремінські каптажі — заказник гідрологічний

Климівське джерело — пам'ятка природи гідрологічна

Дубовий гай — заповідне урочище

Білоусова Садка — заповідне урочище

Вільшаник — заповідне урочище

Сіткове — заповідне урочище

Серебрянський — заказник ботанічний

Серебрянський — заказник ботанічний

### м.Луганськ

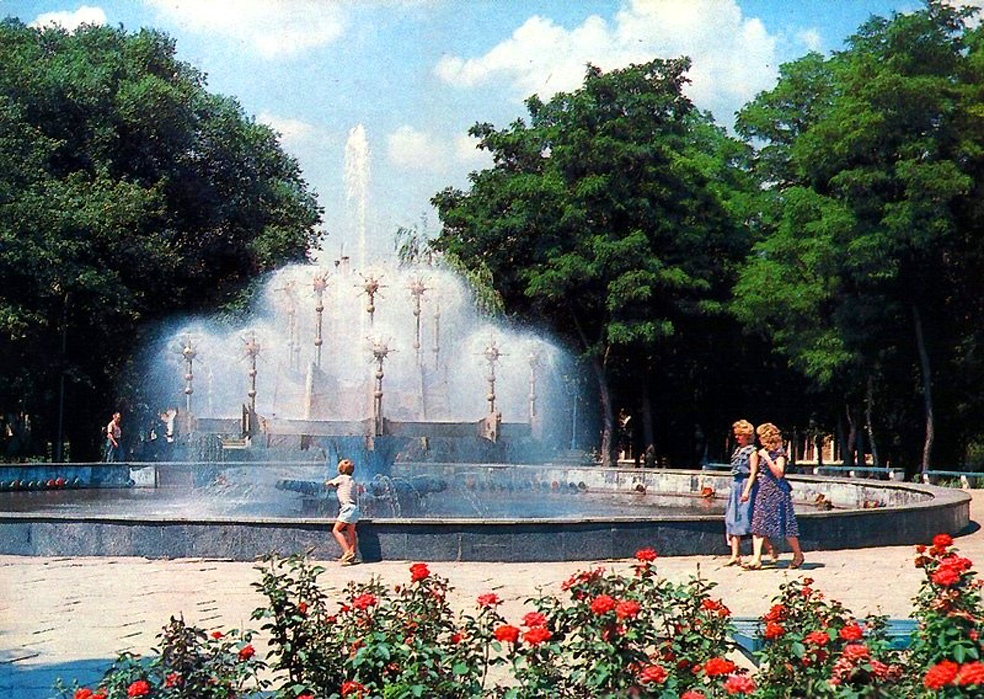
парк-пам'ятка Сквер Молодої гвардії

Сквер ім. Героїв Великої вітчизняної війни — парк-пам'ятка садово-паркового мистецтва

Сквер ім. 30-річчя ВЛКСМ («Сквер Молодої гвардії») — парк-пам'ятка садово-паркового мистецтва

Луганський — лісовий заказник

### Лутугинський район
Менчікурівський розріз — пам'ятка природи геологічна

Балка Довга — пам'ятка природи геологічна

Балка Безіменна — пам'ятка природи геологічна

Балка Кривенький яр — пам'ятка природи геологічна

Юр'ївська — пам'ятка природи геологічна

Іллірійський — заказник загальнозоологічний

Балка Плоска — пам'ятка природи ботанічна

Знам'янський яр — пам'ятка природи ботанічна

Лісне — заказник ботанічний

Першозванівський — ландшафтний заказник (425,4800 га, 2010 рік)

### Марківський район
Гераськівський — заказник загальнозоологічний

### Міловський район
Балка Березова — заказник загальнозоологічний

Зориновський — заказник орнітологічний

Новонікольське джерело — пам'ятка природи гідрологічна

Крейдяні відслонення — заказник ботанічний

Криштальна — пам'ятка природи гідрологічна

Калмичанка — пам'ятка природи гідрологічна

### Новоайдарський район

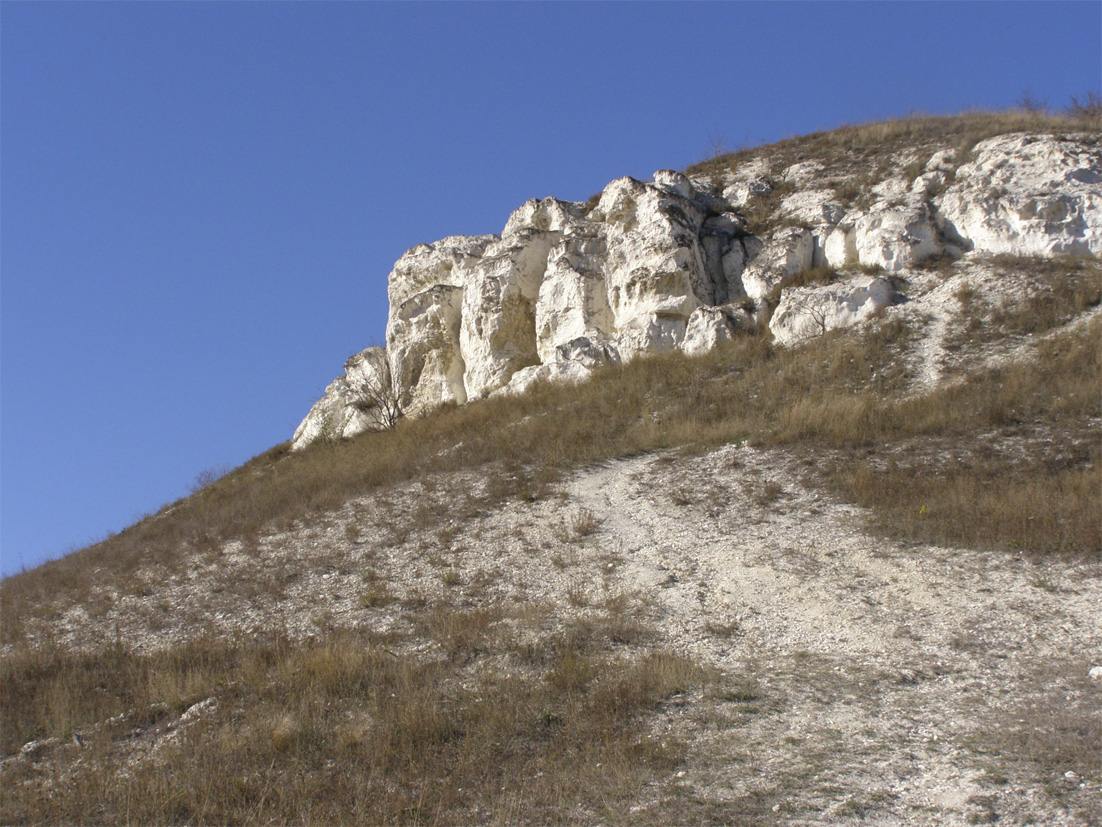
Баранячі лоби на правому березі річки Айдар біля села Айдар-Миколаївки

Співаківська — пам'ятка природи ботанічна

Айдарська тераса-2 — заказник лісовий

Баранячі лоби — пам'ятка природи геологічна

Горіхове — заповідне урочище

Капітанівський ліс — заповідне урочище

Нижній суходіл — ландшафтний заказник

### Новопсковський район
Білолуцький — заказник лісовий

Осинівські пісковики — пам'ятка природи геологічна

Новопсковський — заказник лісовий

Огидне — заповідне урочище

Луг — заповідне урочище

Новобіла — пам'ятка природи ботанічна

Айдарський — заказник іхтіологічний

Осинівська — пам'ятка природи ботанічна

Зуєв ліс — заповідне урочище

Московське — заповідне урочище

Крейдяні скелі — ботанічний заказник

Кам'янський — ландшафтний заказник

Донцівський — ландшафтний заказник

Новорозсошанський — ботанічний заказник

### Перевальський район

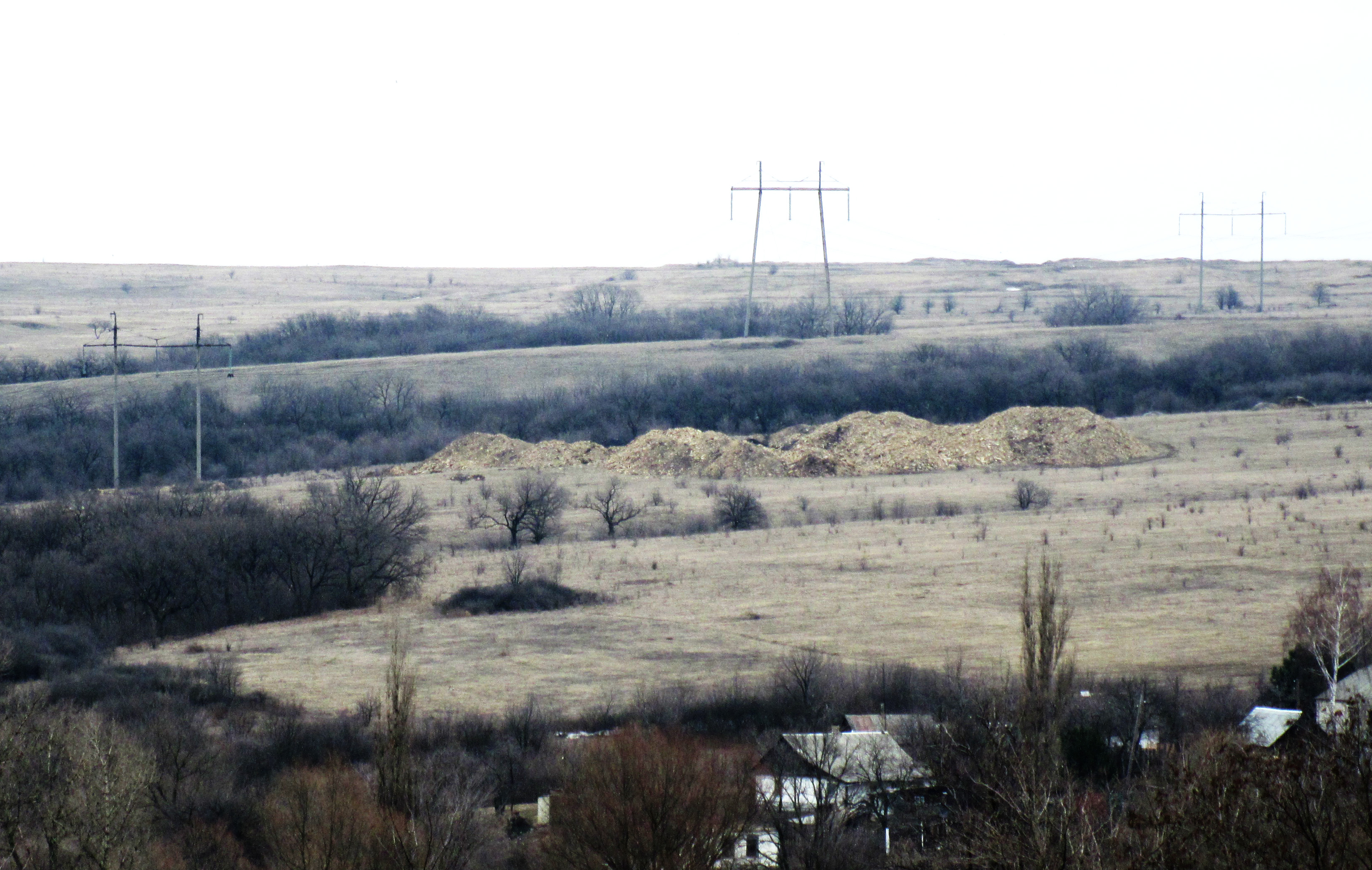
Краєвид Перевальського загальнозоологічного заказника

Селезнівський парк — парк-пам'ятка садово-паркового мистецтва

Селезнівська балка — пам'ятка природи ботанічна

Перевальський — заказник загальнозоологічний

ім. Бориса Грінченка — пам'ятка природи ботанічна

Ганнівський ліс — пам'ятка природи ботанічна

Міус — заказник ландшафтний

### Попаснянський район
Борсуча балка — ландшафтний заказник

Мар'їн стрімчак — пам'ятка природи геологічна

Шамраєва дача — заповідне урочище

Дубовий гай — пам'ятка природи ботанічна

Золотовське джерело — пам'ятка природи гідрологічна

Віковий дуб-1 — пам'ятка природи ботанічна

Віковий дуб-2 — пам'ятка природи ботанічна

Марфина могила — пам'ятка природи геологічна

Новозванівський — ландшафтний заказник

Горіховське джерело — пам'ятка природи гідрологічна

Балка Рідкодуб — заказник ентомологічний

Райолександрівське джерело — пам'ятка природи гідрологічна

Джерело Гірське — пам'ятка природи гідрологічна

Білогорівський — заказник лісовий

Золотарівський — лісовий заказник

### м.Ровеньки
Вікова липа — пам'ятка природи ботанічна

Молодогвардійський — заказник ландшафтний

Віковий дуб — пам'ятка природи ботанічна

### Сватівський район
Терни — заказник загальнозоологічний

Джерело Містки — пам'ятка природи гідрологічна

Верхній ставок — пам'ятка природи гідрологічна

Куземівський яр — пам'ятка природи геологічна

Нижній ставок — пам'ятка природи гідрологічна

Попівське джерело — пам'ятка природи гідрологічна

Джерело Ковалівське-1 — пам'ятка природи гідрологічна

Джерело Ковалівське-2 — пам'ятка природи гідрологічна

Сватівський парк — Парк-пам'ятка садово-паркового мистецтва

Мілуватський лиман — заказник загальнозоологічний

Містківський — заказник загальнозоологічний

Гончарівський — заказник ботанічний

Сватівський заказник — заказник загальнозоологіний

Нижньодуванське — заповідне урочище

Кармазинівська — пам'ятка природи ботанічна

Надія — пам'ятка природи ботанічна

Мілуватський водолій — парк-пам'ятка садово-паркового мистецтва

### Свердловський район
Ведмежанський — ботанічний заказник

Королівські скелі — геологічна пам'ятка природи

Курячий — ботанічний заказник

Нагольний кряж (заказник) — ландшафтний заказник

Провальський дуб — ботанічна пам'ятка природи

### Слов'яносербський район

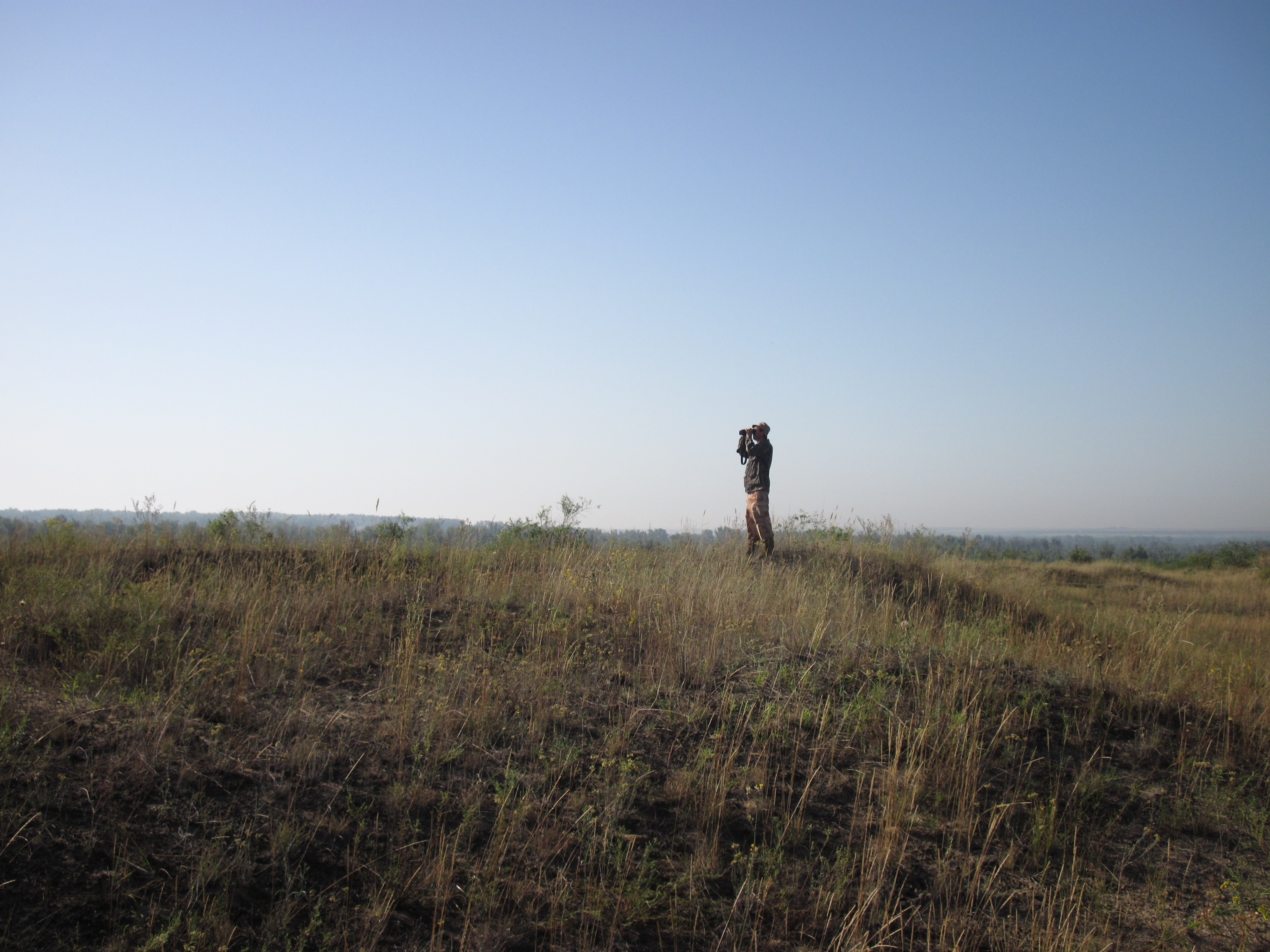
Ранок у заповіднику Трьохізбенський степ

Слов'яносербська — пам'ятка природи геологічна

Причепіловська — пам'ятка природи геологічна

Біляєвське — заповідне урочище

Кримський — заказник ентомологічний

Червоноярівський — заказник ентомологічний

Веселогірський — заказник лісовий

Кримська Дача — заказник гідрологічний

### Станично-Луганський район

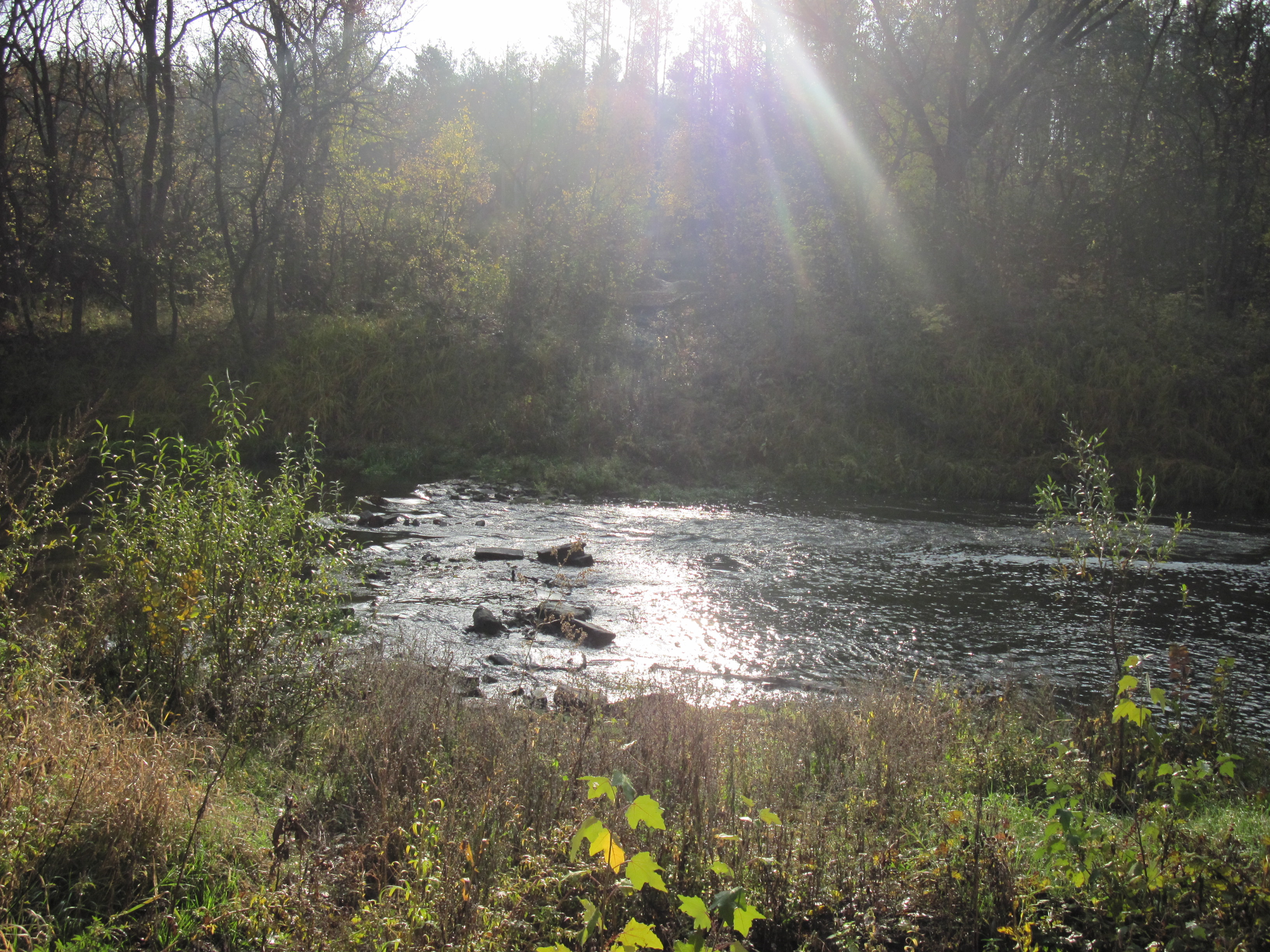
краєвид в заказнику Деркульський у районі біостанції Ново-Ільєнко

Комишнянський — заказник ботанічний

Піщаний — заказник ботанічний

Острів — заказник загальнозоологічний

Піщане — заповідне урочище

Великочернигівське джерело — пам'ятка природи гідрологічна

Донецький — заказник іхтіологічний

Кондрашівський — заказник загальнозоологічний

Шарів кут — заказник ландшафтний

Урочище Терське — заказник ландшафтний

Кібікінська криниця — пам'ятка природи гідрологічна

Киселева балка — заповідне урочище

Деркульський — заказник іхтіологічний

Гришино — пам'ятка природи ботанічна

### Старобільський район
Балакирівський — ландшафтний заказник

Лозівське джерело — пам'ятка природи гідрологічна

Новоборовське джерело — пам'ятка природи гідрологічна

Шпотинське джерело — пам'ятка природи гідрологічна

Айдарський — заказник іхтіологічний

Сосновий бір — заповідне урочище

Бутківський терасний парк — пам'ятка природи комплексна

Широке — заповідне урочище

Пригодівський — заказник лісовий

### Троїцький район
Новочервоненська — ботанічна пам'ятка природи 194,3459 га.
Нагору

## Втрачені території ПЗФ
Національні природні парки
- Сіверсько-Донецький національний природний парк (скасований в 2010)